# Estrutura hiperboloide

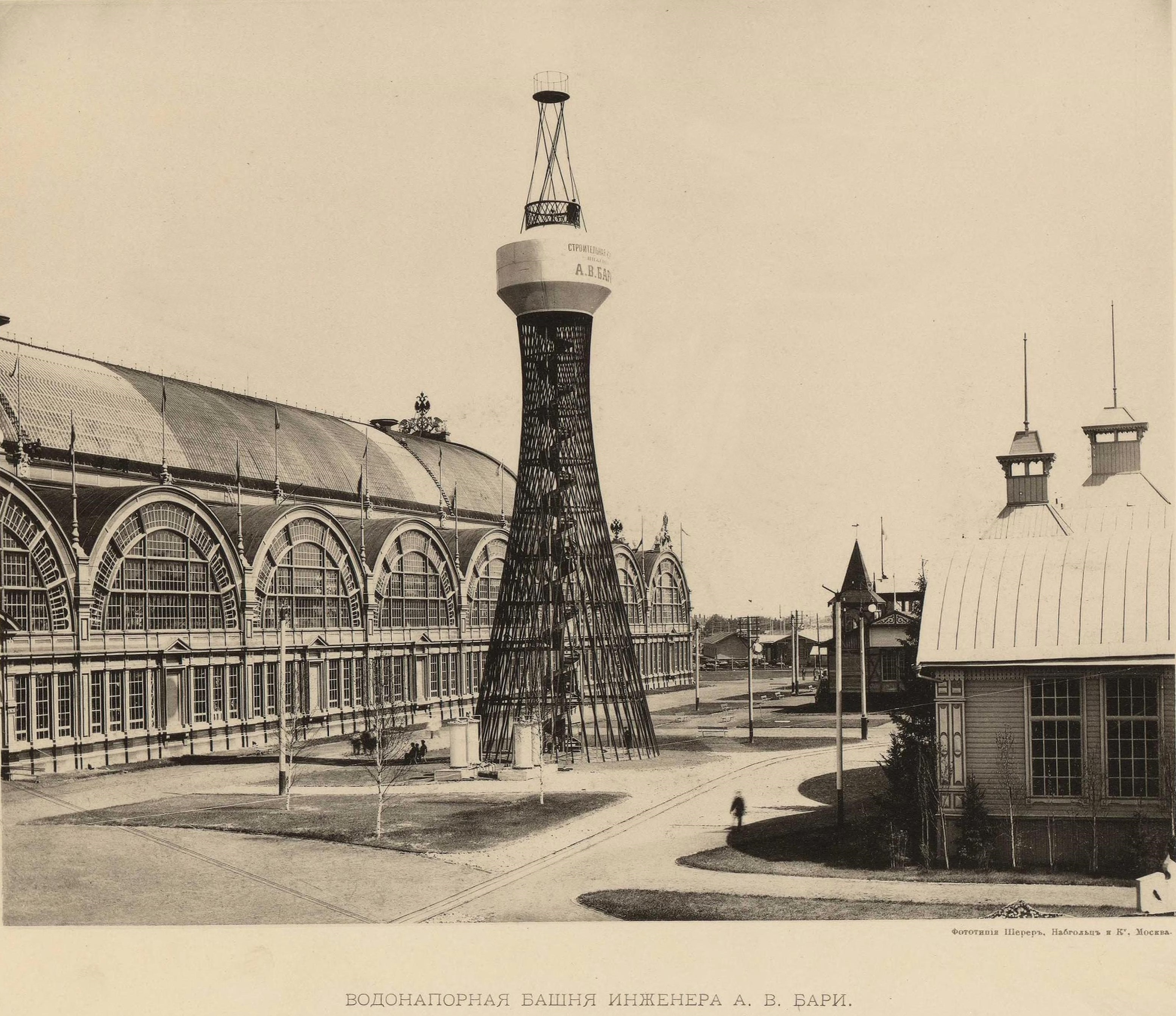
A primeira estrutura hiperboloide do mundo, construída em Nizhny Novgorod, então Império Russo, em 1896.

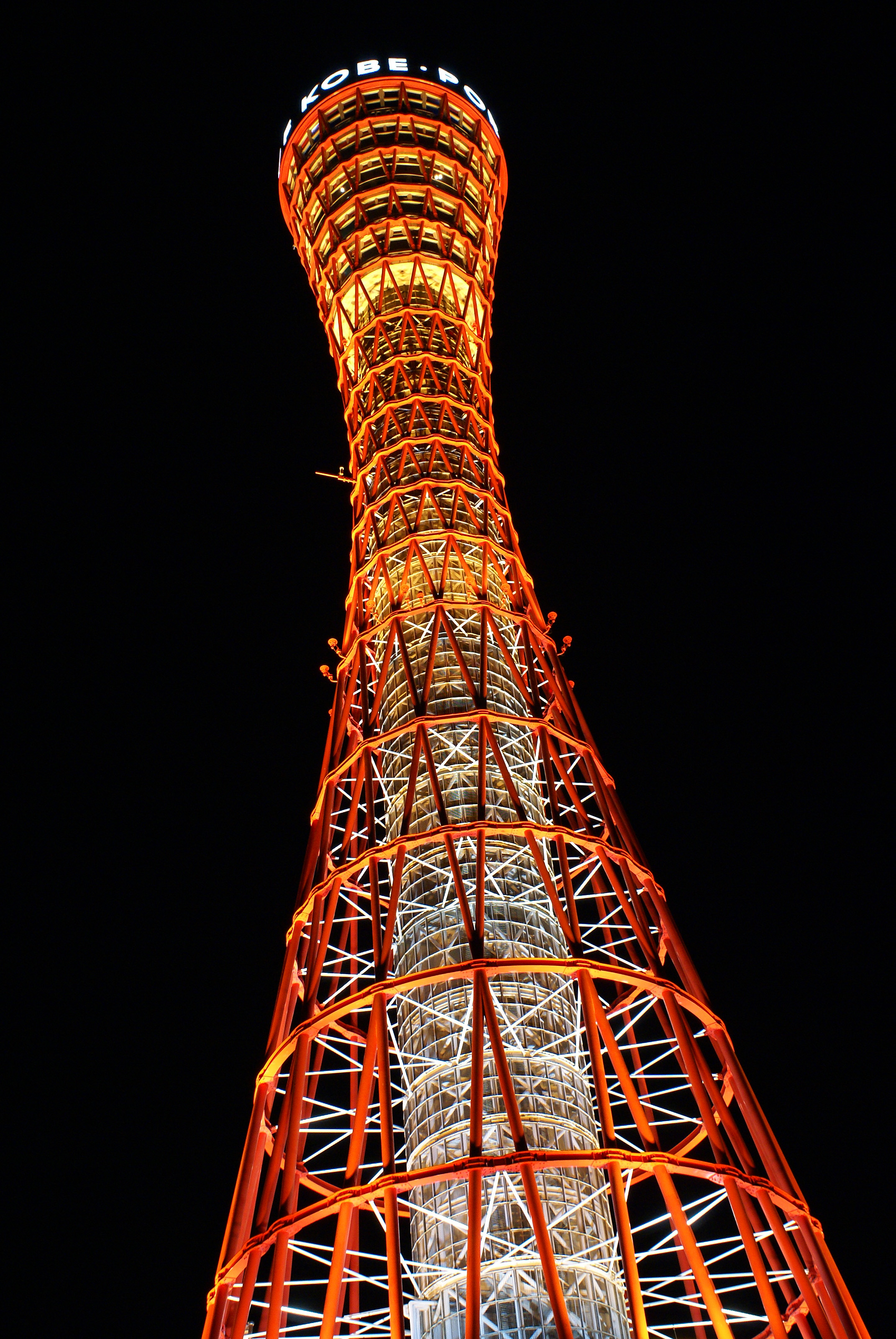
Vista noturna da torre hiperboloide de Kōbe, Japão.

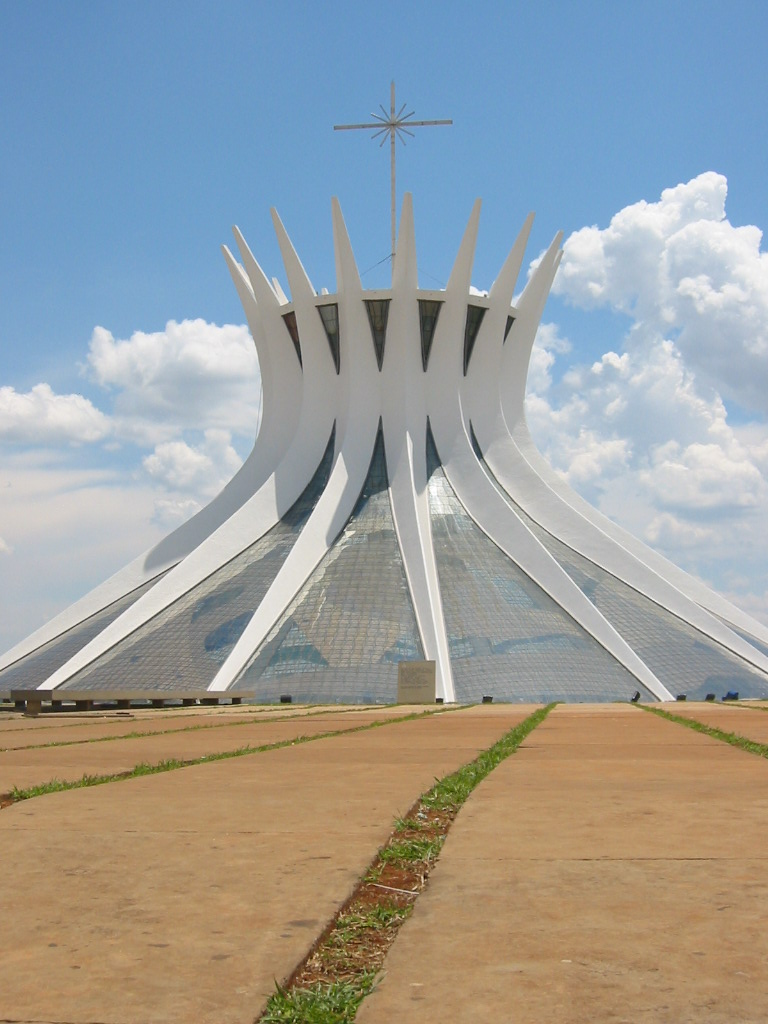
Catedral de Brasília, concebida por Oscar Niemeyer, possui colunas de concreto em formato hiperboloide.

Estruturas hiperboloides são estruturas arquitetônicas projetadas com a geometria hiperboloide, que se caracterizam matematicamente pela curvatura negativa constante em todos os pontos de sua superfície. Estas estruturas são encontradas em torres e em coberturas, onde a resistência estrutural da geometria hiperboloide é usada para economia estrutural, pois é possível criar estruturas mais resistentes utilizando menos materias. Ainda, a geometria hiperboloide também é frequentemente utilizada para efeito decorativo.
A primeira estrutura hiperboloide erigida no mundo foi uma torre de treliça em aço, de beleza surpreendente, localizada na localidade de Polibino, região de Lipetsk. A torre hiperboloide foi construída e patenteada em 1896 pelo grande engenheiro e cientista russo Vladimir Shukhov. As estruturas hiperboloides foram construídas posteriormente por muitos arquitetos famosos, como Antoni Gaudí, Le Corbusier e Oscar Niemeyer.